# يوسف أباد (شبخوسلات)
یوسف أباد (بالفارسية: یوسف‌آباد) هي قرية تقع في إيران في قسم شبخوسلات الريفي. يقدر عدد سكانها بـ 195 نسمة .